# Oculina diffusa
Oculina diffusa är en korallart som beskrevs av Jean-Baptiste Lamarck 1816. Oculina diffusa ingår i släktet Oculina och familjen Oculinidae. IUCN kategoriserar arten globalt som livskraftig. Inga underarter finns listade i Catalogue of Life.